# Charles de La Boissière
Pour les articles homonymes, voir La Boissière.
Charles de La Boissière est un magistrat et homme politique français.

## Biographie
Charles Benjamin de La Boissière est le fils du magistrat Joseph-Louis de La Boissière, avocat général du parlement de Grenoble (1781) et de Françoise Angélique de Pistre de Chambonet.
Il naît le 6 novembre 1777 mais n'est baptisé qu'en 1781 à Villeneuve-de-Berg, en compagnie de son frère puiné Joseph François Hyppolite de la Boissière.
De 1804 à 1806, il est maire de Villeneuve-de-Berg. En 1811, il est nommé conseiller de préfecture du Gard.
Alors propriétaire, il est nommé en décembre 1817 maire de Nîmes pour un mandat de deux ans. Poursuivant la politique de maintien de l'ordre engagée par son prédecesseur, il entame aussi l'aménagement urbain de la ville. Il est aussi à l'instigation de l'agrandissement de l'église Saint-Paul.